# Laperche
Laperche is een gemeente in het Franse departement Lot-et-Garonne (regio Nouvelle-Aquitaine) en telt 122 inwoners (2005). De plaats maakt deel uit van het arrondissement Marmande.

## Geografie
De oppervlakte van Laperche bedraagt 8,3 km², de bevolkingsdichtheid is 14,7 inwoners per km².
De onderstaande kaart toont de ligging van Laperche met de belangrijkste infrastructuur en aangrenzende gemeenten.

## Demografie
Onderstaande figuur toont het verloop van het inwonertal (bron: INSEE-tellingen).